# 항공의학

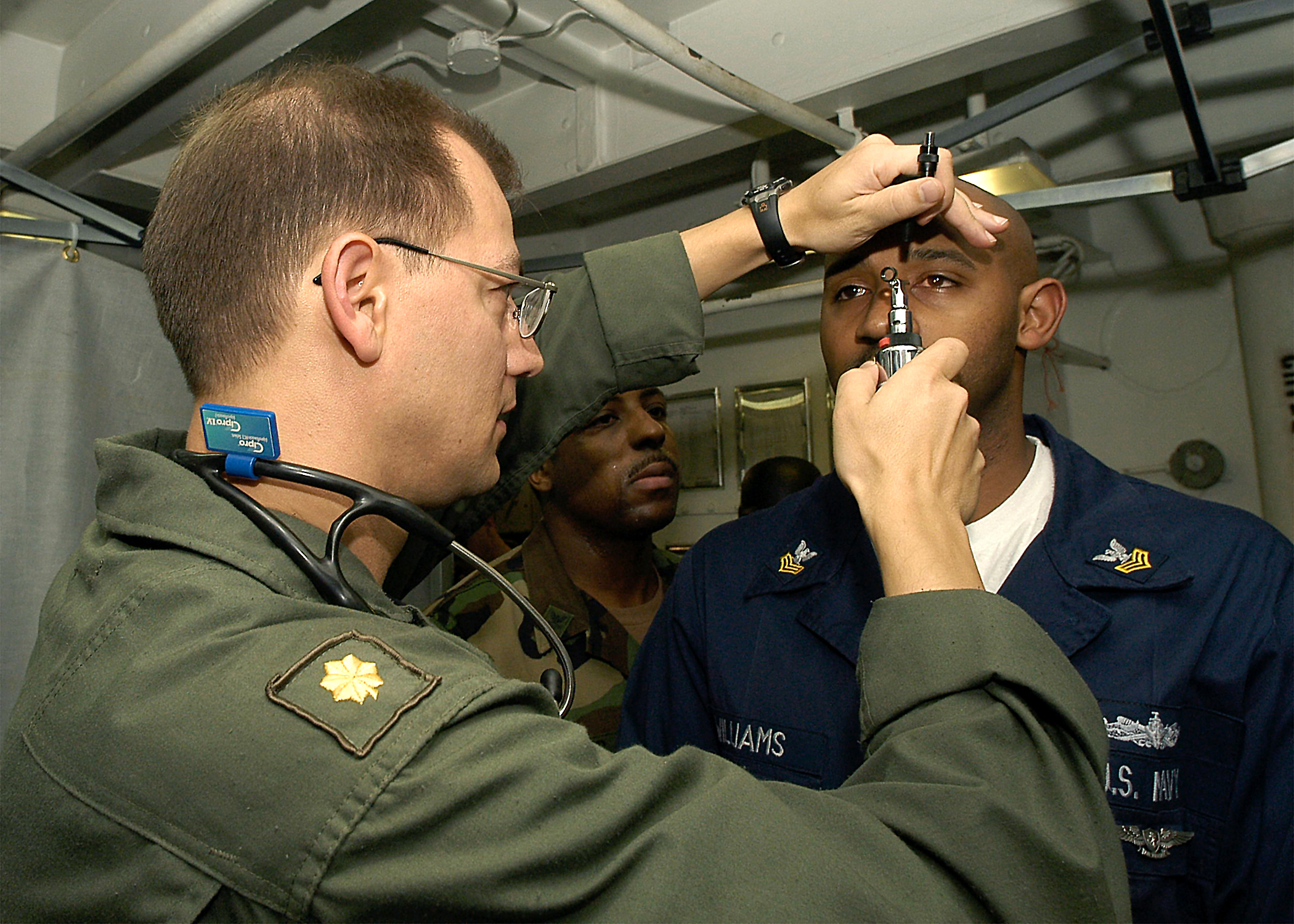
2004년 페르시아만에서 미국 해군 항공 군의관이 함상 진찰을 수행하고 있다.

항공의학(aerospace medicine), 비행의학(flight medicine) 또는 항공우주의학(aerospace medicine)은 조종사, 승무원 또는 우주비행사를 환자 및 대상으로 하는 예방의학 또는 산업의학의 한 분야이다. 이 전문 분야는 승무원들이 특히 취약한 질병을 치료하거나 예방하며, 항공의 인적 요소에 의학적 지식을 적용하여 항공 안전의 중요한 구성 요소가 된다. 군의 항공의학 전문의는 비행 군의관이라고 불릴 수 있으며, 민간 전문의는 항공 의학 검사관이라고 불린다. 군 비행 군의관과 민간 비행 의사 간의 가장 큰 차이점 중 하나는 군 비행 군의관에게 비행 시간을 기록해야 하는 요건이 있다는 점이다.

## 개요
넓게 정의하자면, 이 하위 분야는 항공우주 환경에서 마주치는 적대적인 생물학적 및 물리적 스트레스에 대한 다양한 불리한 생리적 반응을 발견하고 예방하는 데 힘쓴다. 문제는 우주비행사를 위한 생명 유지 장치부터, 객실 압력이 높아진 여객기를 타고 여행하는 유아의 귀 막힘 현상을 인식하는 것까지 다양하다. 조종사, 항공 승무원 및 환자의 항공의학 인증 또한 항공의학의 일부이다. 마지막 하위 분류는 항공 의료 운송 전문 분야이다. 이 군 및 민간 전문가들은 에어에박 항공기(헬리콥터 또는 고정익 비행기)로 운송되는 승무원과 환자를 보호하는 데 관여한다.
대기 물리학은 항공기의 종류와 상관없이 모든 항공 여행객에게 잠재적으로 영향을 미친다. 인간이 처음 9,100~12,300m(30,000~40,000피트)를 상승함에 따라, 온도는 평균적으로 305m(1,000피트)당 2°C(3.6°F)의 비율로 선형적으로 감소한다. 해수면 온도가 16°C(60°F)일 경우, 10,700m(35,000피트)에서는 외부 기온이 대략 -57°C(-70°F)이다. 압력과 습도 또한 감소하며, 승무원은 방사선, 진동, 가속도(후자는 "G-force"라고도 불린다)에 노출된다. 산소, 열, 가압과 같은 항공기 생명 유지 시스템은 대부분의 적대적인 항공우주 환경에 대한 일차적인 방어선이다. 고성능 항공기는 가속도의 불리한 영향에 저항하도록 돕는 "G-슈트", 압력 호흡 장치, 또는 사출 좌석 및 기타 탈출 장비와 같은 더 정교한 생명 유지 장비를 제공한다.
안전한 비행에 기여하는 모든 요소에는 고장률이 존재한다. 항공기 승무원도 다르지 않다. 항공의학은 관련된 인간의 고장률을 특정 위험 수준과 같거나 그 이하로 유지하는 것을 목표로 한다. 이 위험 기준은 기체 (항공), 항공전자 및 비행 관련 시스템에도 적용된다.
항공의학 검사는 심근 경색(심장마비), 뇌전증 또는 고도에서 위험한 상태를 초래할 수 있는 당뇨병 등의 대사 질환과 같이 갑작스러운 무능력 발생 위험성 증대 여부를 선별하는 것을 목표로 한다. 항공의학 검사의 목표는 개인이 비행에 적합한지 합리적인 의학적 보증을 통해 조종사와 승객의 생명과 건강을 보호하는 것이다. 색맹과 같이 선별되는 다른 조건들은 필요한 기능을 수행할 수 없기 때문에 비행을 막을 수 있다. 이 경우 녹색과 빨간색을 구별하는 것이 불가능하다. 이러한 특수 의료 검사는 항공 의학 검사관 또는 군의 비행 군의관이 수행하는 신체 검사로 구성되며, 이들은 공중 임무 수행 중 발생할 수 있는 문제를 야기할 수 있는 식별 가능한 의학적 상태에 대해 잠재적 승무원을 선별하도록 훈련된 의사들이다. 또한, 이 독특한 승무원 집단은 불규칙한 수면과 불규칙한 식사(주로 탄산음료와 고에너지 스낵)를 동반하는 불규칙한 근무 교대 및 업무 관련 스트레스로 인해 여러 질병 및 유해 상태에 대한 고위험군이다.

## 항공병
항공병(航空病, 영어: airsickness)은 멀미의 한 종류이며, 항공 교통을 이용할 때 발생하는 증상으로, 구역질과 현훈을 동반하며 호흡곤란, 두통 등의 증상이 함께 발생할 수 있다.

## 항공의학의 주제
- 1% 규칙 (항공의학)
- 바라니 의자
- 치성 상악동염
- 비행기공포증

## 교육 기관
- 민간 항공 의학 연구소
- 왕립 공군 항공 의학 연구소

## 의료 위원회 및 회원 협회
- 항공우주 의학 협회
- 미국 예방 의학 위원회
- 미국 정골 예방 의학 위원회

## 같이 보기
- 항공우주 의학 박물관
- 우주의학

## 추가 문헌
- Zadik, Y; Chapnik, L; Goldstein, L (2007). 《In-Flight Barodontalgia: Analysis of 29 Cases in Military Aircrew》. 《Aviation, Space, and Environmental Medicine》 78. 593–6쪽. PMID 17571660. 2008년 7월 15일에 확인함.
- Zadik, Y (2006). 《Barodontalgia Due to Odontogenic Inflammation in the Jawbone》. 《Aviation, Space, and Environmental Medicine》 77. 864–6쪽. PMID 16909883. 2008년 7월 15일에 확인함.
- Zadik, Y (2006). 《Dental Fractures on Acute Exposure to High Altitude》. 《Aviation, Space, and Environmental Medicine》 77. 654–7쪽. PMID 16780246. 2008년 7월 15일에 확인함.